# Kattanam
Kattanam är en ort i Indien.   Den ligger i distriktet Alappuzha och delstaten Kerala, i den södra delen av landet, 2 200 km söder om huvudstaden New Delhi. Kattanam ligger 15 meter över havet och antalet invånare är 19 764.
Terrängen runt Kattanam är mycket platt. Runt Kattanam är det tätbefolkat, med 982 invånare per kvadratkilometer. Närmaste större samhälle är Kāyankulam, 5,6 km väster om Kattanam. I omgivningarna runt Kattanam växer huvudsakligen savannskog.